# Kebnekaise fjällstation

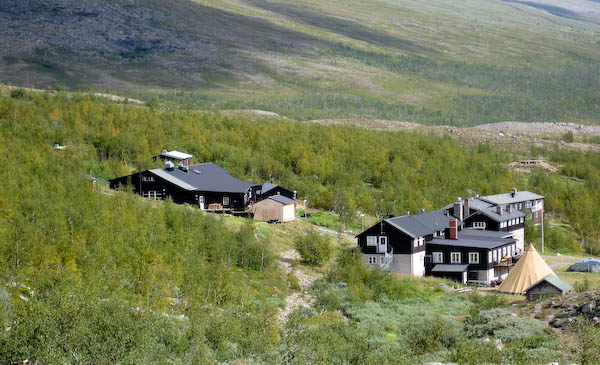
Kebnekaise fjällstation

Die Kebnekaise fjällstation ist eine Berghütte in Nordschweden. Sie liegt auf einer Höhe von 690 Metern am Fuße des Kebnekaise und wird vom Svenska Turistföreningen (STF) betrieben.

## Geschichte der Fjällstation
Ein erstes Gebäude, die Stenhyddan, wurde im Jahre 1907 errichtet. Die Stenhyddan besaß 18 Betten in zwei Räumen und hatte die Wanderhütten in den Alpen zum Vorbild. Im Laufe der Jahre gab es insgesamt fünf Erweiterungen der Fjällstation, die letzte im Jahre 1991.

## Die heutige Station
Die heutige Fjällstation (2016) verfügt über 220 Betten in sechs Gebäuden. Zum Service gehören unter anderem ein Restaurant, eine eigene Bäckerei sowie eine Sauna. Geöffnet und bewirtschaftet ist die Fjällstation jeweils von Mitte Februar bis Mitte Mai und von Mitte Juni bis Mitte September. Außerhalb dieser Zeit ist ein Schutzraum für Notfälle geöffnet.

## Wanderwege
Die Hütte ist auf einem 19 km langen Wanderweg von Nikkaluokta aus erreichbar. Die Distanz zu der am Kungsleden gelegenen Wanderhütte Singi beträgt 14 Kilometer und zur Wanderhütte in Tarfala 8 Kilometer, wobei der Weg von Nikkaluokta via Kebnekaise nach Singi häufig auch als Zubringer zum Kungsleden benutzt wird, um von Singi aus den Kungsleden nach Abisko bzw. Vakkotavare zu wandern.

## Gipfeltour
Die Fjällstation ist Hauptausgangspunkt des Kebnekaise, der mit 2097 möh. der höchste Berg Schwedens und Eurasiens nördlich des Polarkreises ist. Die Wanderung über den Normalweg hat eine Länge von 20 km (Gesamtstrecke Hin und zurück) und überwindet einen Höhenunterschied von ca. 1800 hm (Hinweg 1600 hm im Auf- und 200 hm im Abstieg, Rückweg Vice versa). Im Sommer ist die Tour ohne Gletscherkontakt begehbar, einzelne Schneefelder können jedoch bis in den August liegen bleiben. Es gibt die Möglichkeit, geführte Touren auf den Gipfel in der Fjällstation zu buchen.